# Stammlager III A

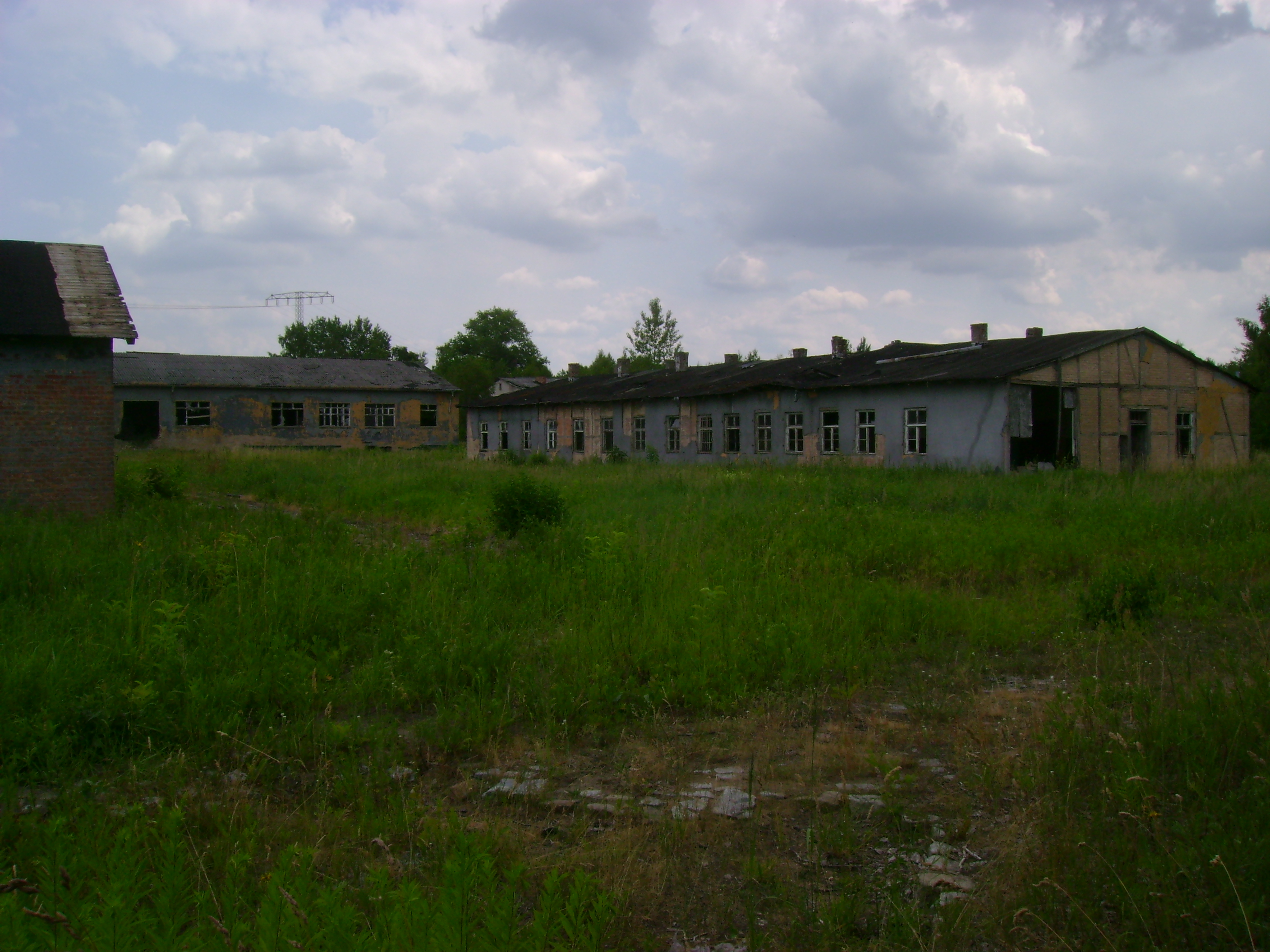
Ehemalige Kommandanturgebäude (im Herbst 2010 abgerissen).

Das Stammlager III A (Stalag III A) war ein Stammlager für Kriegsgefangene der Wehrmacht im brandenburgischen Luckenwalde. Es wurde vom Wehrkreis III (Berlin) verwaltet.

## Geschichte

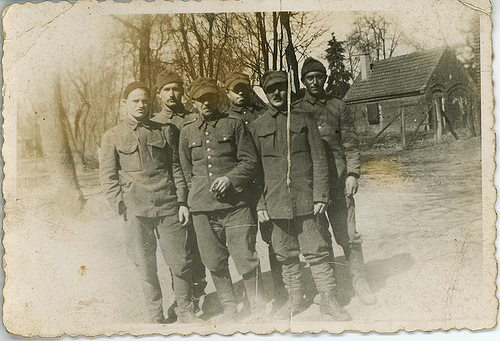
Polnische Kriegsgefangene des Stalag III A

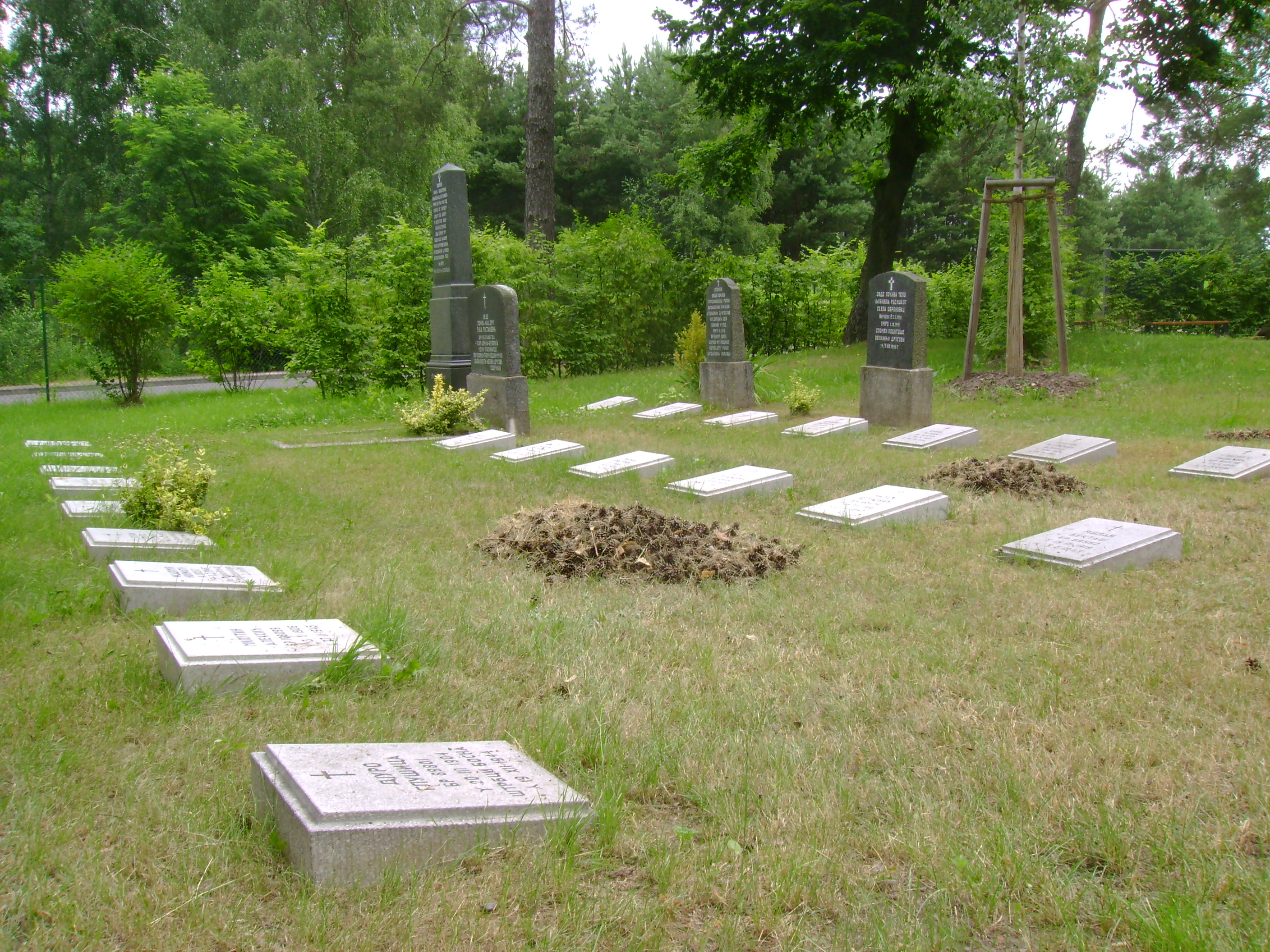
Friedhof des Stalag III A (2010)

Nach Beginn des deutschen Überfalls auf Polen trafen die ersten polnischen Kriegsgefangenen im September 1939 in Luckenwalde ein und wohnten zunächst in Zelten. Bis zum Winter bauten sie die ersten Baracken auf, in denen sie dann auch untergebracht waren.
Nach Beginn des Westfeldzugs kamen anfangs Niederländer und Belgier ins Lager, die aber nur kurz blieben. Die 40.000 französischen Kriegsgefangenen, die im Sommer 1940 ankamen, blieben bis Kriegsende 1945 dort und bildeten die größte Kriegsgefangenengruppe.
Im Frühjahr 1941 kamen jugoslawische, ab Sommer 1941 sowjetische Kriegsgefangene ins Lager. Im Laufe des Krieges durchliefen auch italienische, rumänische, britische und US-amerikanische Kriegsgefangene das Lager.
Die Funktion des Stammlagers war es, die Neuankömmlinge zu erfassen, ihren körperlichen Zustand festzustellen und sie dann auf die verschiedenen Arbeitskommandos zu verteilen. Bis zu 1000 verschiedene Arbeitskommandos, meist in der Land- und Forstwirtschaft oder der Industrie, gab es in Berlin und Brandenburg. Im Stammlager selbst waren immer nur zwischen 4000 und 8000 Kriegsgefangene untergebracht. So waren zum Beispiel am 14. April 1941 4.185 Insassen im Lager, aber 35.472 Insassen auf Arbeitskommandos außerhalb des Lagers verteilt. Insgesamt durchliefen ungefähr 200.000 Kriegsgefangene aus zehn Nationen das Lager.
Das Stalag III A wurde grundsätzlich nach den Bestimmungen der Genfer Konventionen und der Haager Landkriegsordnung geführt; das heißt, dass jeder Kriegsgefangene Anspruch auf Briefverkehr mit seinen Angehörigen und Hilfssendungen von karitativen Organisationen hatte. Dies wurde vom Internationalen Komitee vom Roten Kreuz (IKRK) überwacht. Sowjetische Kriegsgefangene hingegen wurden nicht nach diesen Konventionen behandelt, da die Sowjetunion diese nicht unterzeichnet hatte und Deutschland deren Einhaltung insoweit verweigerte. Auch bei der medizinischen Versorgung und der Verpflegung waren sowjetische Kriegsgefangene gegenüber westalliierten Gefangenen deutlich schlechter gestellt. Darum stellten sie auch einen Großteil der ungefähr 4000 bis 5000 Verstorbenen des Stalag III A. Allein im Winter 1941/42 starben bis zu 2500 sowjetische Kriegsgefangene an einer Fleckfieberepidemie. Aufgrund der vom OKW verfügten „rassische Trennung“ der Gefangenen wurden farbige Soldaten der Kolonialtruppen Großbritanniens, Frankreichs und Belgiens in einigen Stalags konzentriert, darunter auch Luckenwalde. 1940 wurde zwar der Großteil der französischen Kolonialsoldaten entlassen oder nach Frankreich verbracht, jedoch wurden im Stalag III A rund 500 Mann für „tropenmedizinische Studienzwecke“ zurückbehalten, die teilweise auch als Statisten in Propagandafilmen der UFA wie Germanin – Die Geschichte einer kolonialen Tat verwendet wurden. Ihr weiteres Schicksal ist ungeklärt.
Am 22. April 1945 befreite die Rote Armee die Insassen des Lagers.

## Organisation
Die Verwaltung des Stalag III A war in die sechs Abteilungen Kommandantur, Arbeitseinsatz, Sanitätswesen, Abwehr und Postüberwachung, Verwaltung und Fahrbereitschaft gegliedert. Geführt wurden sie von Offizieren oder so genannten Sonderführern, bei denen es sich um wegen ihrer speziellen Fähigkeiten (z. B. Dolmetscher) zum Wehrdienst eingezogene Zivilisten handelte.
Das Lager führte ein Kommandant und ein stellvertretender Kommandant. Dabei handelte es sich durchweg um ältere, zumeist aus dem Zivilleben reaktivierte Offiziere.
| Name                    | Dienstgrad | Geburtsjahr | Dienstzeit                |
| Westernhagen, Bruno von | Oberst     | 1879        | August 1939–Oktober 1941  |
| Sturm, Karl             | Oberst     | 1895        | Oktober 1941–Januar 1943  |
| Treitner, Georg         | Oberst     | 1889        | Januar 1943–August 1944   |
| Wolff, Julius           | Oberst     | 1889        | August 1944–November 1944 |
| Lutter, Alfred          | Oberst     | 1894        | November 1944–April 1945  |

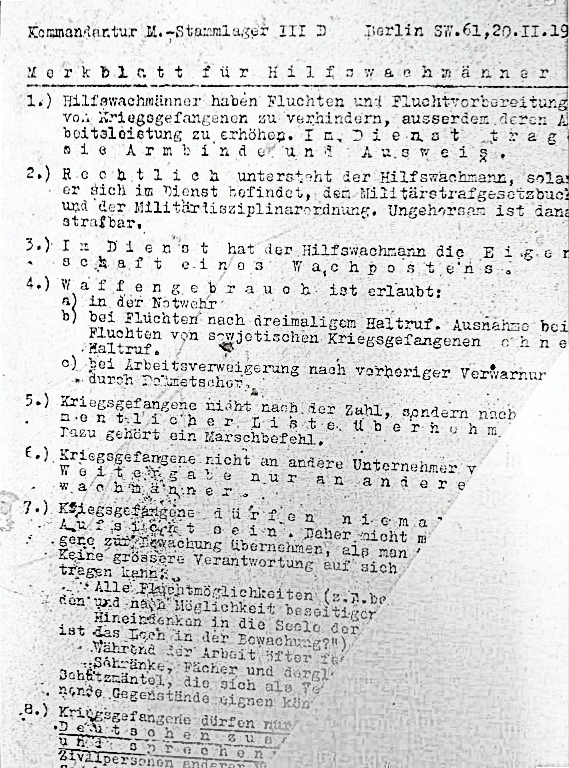
Merkblatt für Hilfswachmänner des Stammlager III D vom 20. November 1943

Für die Bewachung des Lagers und der Arbeitskommandos setzte man Landesschützenbataillone (LSB) ein. Landesschützen waren vorwiegend ältere Soldaten die schon im Ersten Weltkrieg gedient hatten oder aus gesundheitlichen Gründen nur bedingt fronttauglich waren. Im Stalag III A waren die LSB 303, 305, 307, 316, 326, 333 und 334 eingesetzt, jedoch immer nur ein bis zwei zeitgleich. Die Überwachung der Arbeitskommandos die vom Stammlager weit entfernt sein konnten, erfolgte auch durch Zivilisten, die man zu Hilfswachmänner ernannte. In einigen Industriebetrieben gab es auch einen Werkschutz aus Betriebsangehörigen der die Bewachung übernahm.
Für die verschiedenen Kriegsgefangenengruppen gab es unterschiedliche Überwachungsschlüssel. Bei sowjetischen Offizieren kamen auf fünf Kriegsgefangene ein Wachmann. Bei jugoslawischen Soldaten (20:1) und französischen Soldaten (50:1) war das Verhältnis etwas lockerer. Der Waffengebrauch gegen Gefangene war erlaubt bei Fluchten nach dreimaligen Haltruf, mit Ausnahme bei Fluchten von sowjetischen Kriegsgefangener ohne Haltruf.

## Nachnutzung
Nach Kriegsende 1945 bis Anfang der 1990er Jahre nutzte die Gruppe der Sowjetischen Streitkräfte in Deutschland das Gelände als Kaserne. Nach ihrem Abzug wurde ein Großteil in den Biotechnologiepark Luckenwalde umgewandelt. Die letzten Baracken des Kommandanturbereiches wurden im Herbst 2010 abgerissen. Die Ortsumgehung der Bundesstraße 101 schneidet im Bereich der Abfahrt Zapfholzweg den ehemaligen Lagerbereich. Der Friedhof des Stalag III A ist erhalten geblieben und kann besichtigt werden. Im Heimatmuseum Luckenwalde befinden sich ein Gedenkraum und ein Archiv zum Lager.